# 알리바바 그룹
알리바바 그룹(중국어 정체자: 阿里巴巴集團, 병음: Ālǐbābā Jítuán, 이하 알리바바)은 세계 최대 규모의 온라인 쇼핑몰 알리바바 닷컴을 운영하는 뉴욕 증권거래소 상장 기업의 이름이다. 본사는 중화인민공화국 항저우시에 있다.
이 회사가 운영하는 알리바바 닷컴은 B2B 온라인 쇼핑몰로, 중국의 중소기업이 만든 제품을 전 세계 기업들이 구매할 수 있도록 중개해 준다. 그 후 일반인을 대상으로 한 온라인 쇼핑몰 '타오바오'가 추가되었고 부유층을 타켓으로 한 온라인 백화점 '티몰' 등 계열사들이 추가되었다.

## 역사
창업자는 전직 영어 강사였던 마윈 회장으로, 인터넷의 시대가 열릴 것을 기대하고 각종 인터넷 사업을 시도하다 실패해 왔던 인물이다. 인터넷 기업으로 성공했음에도 불구하고 컴퓨터 기술은 전혀 알지 못한다. 젊었을 때는 취업이 되지 않아 KFC 매장 매니저를 비롯해 여러 군데 지원서를 냈지만 모두 거절 당했다. 그는 젊었을 때부터 영어 공부에 열중해 왔으며, 영어 강사 및 관광 가이드로 일을 하며 생계를 이었다. 그는 항저우 전자 대학에서 영어 강사로 일하기도 했는데 당시 그의 수입은 한 달에 12달러(한화 12,000원) 가량에 불과했다.
1995년 이후 인터넷 시대가 올 것을 예감하고 인터넷 사업을 시도했으나 실패하였다. 사업이 망하고 잠시 대외무역부에서 근무하던 중 우연히 한 외국인에게 만리장성 안내를 하라는 지시를 받았는데, 그 외국인이 야후!의 창업자 제리 양이었다. 관광 가이드를 하며 제리 양과 친분을 쌓은 마윈은 그의 투자를 받아 알리바바를 창업하게 되었다. 이렇게 야후는 2004년 알리바바에 10억 달러를 투자하고 40%의 지분을 받게 된다.
1999년 직원 17명과 창업한 알리바바는 창업 초기 한 건의 거래도 성사 시키지 못하며 좌초 위기에 빠졌으나, 일본의 손정의 회장에게 2,000만 달러(한화 약 200억 원)의 투자를 유치하는 데 성공하여 위기를 넘김과 동시에 국내외의 주목을 받으며 사업에 활로가 텄다. 마윈은 손정의를 만났을 때 6분 만에 투자를 설득했다고 한다.

## 사업
중국이 세계의 공장으로 불릴 정도로 저임금의 제조업이 발달한 만큼, 중국 기업이 만든 제품을 구매할 수 있도록 한 사업 모델은 큰 성공을 거두게 되었다. 창업 당시 중국의 온라인 쇼핑 시장을 지배하고 있던 것은 이베이였으나, 이베이는 사업 부진으로 중국 시장에서 철수하고 알리바바가 온라인 쇼핑 시장을 독과점 하기에 이르렀다.
현재 알리바바를 통한 거래는 중국 국내 총생산(GDP)의 2%에 이르고, 중국 국내 온라인 거래의 80%가 알리바바 계열사들을 통해 이뤄지며, 중국 국내 소포의 70%가 알리바바 관련 회사들을 통해 거래된다.
2014년 9월 미국 증시 상장시 본래 나스닥에 상장하려 했으나 나스닥과 뉴욕 증권 거래소의 유치 경쟁 끝에 뉴욕 증권 거래소에 상장 되었고, 주당 공모가 68달러 확정 후 알리바바의 기업가치는 1667억 달러(약 174조 원)에 이르렀다.

## 문화와 가치

### 사명
To make it easy to do business anywhere(어디서든 쉽게 사업을 할 수 있도록)

### 비전
우리는 102년 동안 지속되는 좋은 기업을 지향합니다. 우리는 고객이 알리바바에서 만나고, 일하고, 살게 될 것이라고 생각합니다. 2036 회계연도에 대한 우리의 비전은 20억 명의 글로벌 소비자에게 서비스를 제공하고 1천만 개의 기업이 수익을 내고 1억 개의 일자리를 창출할 수 있도록 하는 것입니다.

### 가치
고객이 첫째, 직원이 둘째, 주주가 셋째
신뢰는 모든 것을 단순하게 만듭니다.
변화는 계속된다
오늘의 최고의 성과는 내일의 기준
지금이 아니라면 언제? 내가 아니면 누가?
진지하게 살고 행복하게 일해라.

## 마윈
마윈은 무일푼에서 시작해 15년 만에 알리바바 그룹을 약 160조 원의 기업가치로 키워낸 인물이다. 이에, 그의 드라마틱한 삶과 독특한 외모는 여러 언론에서 화제가 되었다. 부모는 배우였고 마운도 쇼맨십이 강하다는 평가가 있다. 포브스에서는 "툭 튀어나온 광대뼈와 곱슬머리를 가졌으며, 162cm의 작은 키에 몸무게도 45kg 정도 밖에는 나가지 않는, 개구쟁이처럼 이를 드러내며 웃는 소년 같다"고 표현했다. 마윈은 젊은 시절 호텔에 취직하려다가 외모 때문에 떨어진 일도 있다. 또한,그는 18번의 면접에서 떨어진 적이 있다고 알려져 있습니다. 마윈 자신도 스스로를 '비쩍 마른데다 못생겼다'고 말했으며 수능 수학시험에서는 1점을 받을 정도로 머리도 좋지 못하다고 말한다.
그러면서 마윈은 다음과 같이 청년들에게 용기를 북돋워주고, 자극하는 종류의 발언을 언론 매체를 통해 여러 차례 했다.
- 저는 지금의 청년들에게 말해주고 싶습니다. 저같이 평범한 사람도 성공했으니 여러분도 할 수 있습니다.
- 당신의 부모님이 물려줄 돈이 없더라도, 아무도 당신을 동정해주지 않습니다.
- 당신의 태도는 당신의 능력보다 중요합니다. 마찬가지로, 당신의 결정은 당신의 능력보다 중요합니다.[8]
- 가난한 것은 야망이 없기 때문입니다. 자신의 능력을 믿고, 야망을 잃지 마십시오.[9]

마윈은 많은 명언을 남겼으며 그의 어록은 인터넷에서 많은 화제를 모았다. "35살까지 가난하다면 그것은 당신의 탓이다"라는 말을 한 것으로도 알려져 있으나 이는 사실이 아니다. 마윈은 포브스지 커버에 소개된 최초의 중국인으로 기록되었다.

## 운영 서비스
- 알리바바 닷컴: 중국 현지를 대상으로 하는 B2B 거래 서비스이다.
- 알리익스프레스: 중국 외 지역을 대상으로 하는 쇼핑몰 서비스이다.
- 타오바오: 중국 현지의 소비자를 대상으로 하는 오픈마켓 서비스이다.
- 알리페이: 중국어로는 즈푸바오（支付宝）라고 하며, 페이팔과 유사한 에스크로 서비스이다. 2015년, 알리바바 회장 마윈은 얼굴인식 결제 시스템을 공개 및 시연하고 도입 예정이라고 발표하였다.[10]
- 야후! 중국: 알리바바 그룹은 미국의 야후!과 협상하여 야후! 중국을 운영한다. 한편 알리바바 그룹은 야후!의 이사회 참여를 거절하였다.[11]
- 티몰(TMALL): 중국어로 (天猫)라고 불리며 타오바오가 개인 사업자에게도 열려있고 좀 더 유동적으로 운영되는 반면, 티몰은 회사로 등록이 되어있는 제품만 판매를 허용한다. 기능적인 측면에서 보면 티몰이 상품 열람시 다각도로 돌려볼 수 있고, 영상이 추가되어 더 간편하다.
- 플리기(Fliggy): 중국어로(飞猪)로 불리며 알리바바 그룹 산하 온라인 여행 서비스 플랫폼으로 항공권 예매, 호텔 예약, 여행 가이드 등 다양한 여행 서비스와 디지털 혁신을 통해 중국 여행자를 위한 원스톱 플랫폼이다.

## 철수한 사업
야후! 차이나: 미국 야후가 일본 소프트뱅크와 유사한 형식으로 중국 야후를 운영하기 위해 알리바바 그룹과 제휴를 맺어 운영했다. 하지만 바이두와 텐센트에 밀리면서 2013년 9월 서비스를 종료하고 잔존 인력은 알리바바 그룹이 흡수하였다.
알리뮤직(阿里音乐): 음악 유통 부문. 음악플레이어 TTPod(天天动听)과 음악 스트리밍 서비스 Xiami(虾米)를 운영. 국내 기획사 SM엔터테인먼트와 제휴. 2021년 2월 5일 서비스 종료.

## 이름의 유래
알리바바라는 이름은 아라비안 나이트의 이야기에 등장하는 캐릭터인 알리바바에서 따온 것입니다. 이는 "열려라, 짓궂은 동굴!"이라는 유명한 구절과 관련이 있습니다.

## 논란
알리바바 그룹의 한국 파트너사인 '이상 글로벌'은 지난 2009년부터 3년 간의 적자에도 불구하고 계속적으로 파트너쉽을 맺고 한국 내에서의 사업을 진행해왔으나, 알리바바 측에서 계약을 일방적으로 해지해 논란이 일었다.

## 알리바바 그룹의 대형 경쟁사
텐센트: 다양한 온라인 서비스와 플랫폼을 제공하며,
전자상거래 분야에서도 경쟁하고 있습니다.
징둥닷컴: 중국의 또 다른 주요 전자상거래 플랫폼으로, 알리바바와 직접 경쟁합니다.
핀둬둬: 소셜 전자상거래 모델로 빠르게 성장하고 있는 플랫폼입니다.

## 같이 보기
- 아마존 (기업)

## 참고 문헌
- 이형섭. 알리바바의 마윈, “35살까지 가난하면 네 책임이다”. 한겨레신문. 2014년 9월 26일.
- 김민석. “능력 믿고 야망을 가져라”란 격려가 “가난은 네 탓”이란 비난이 되기까지. 국민일보. 2014년 9월 30일.

## 사업분야
중국 플랫폼 기업이 으레 그렇듯 다양한 사업에 투자하고 있다. 직매입 비중이 매우 낮기 때문에 아마존닷컴 급으로 매출도 높지 않고, Float로 창출되는 플라이휠도 미미한 편이지만, 거래액 기준으로는 오히려 아마존닷컴을 능가한다.
순이익의 절대 다수는 중국 커머스 사업으로부터 발생하며 나머지 부문 사업은 전부 적자 구조다.